# Péninsule Govena
La péninsule Govena (en russe : Полуостров Говена) est une péninsule située à l'est de la péninsule du Kamtchatka, dans l'Extrême-Orient russe. Elle s'avance de 70 km à l'intérieur de la mer de Béring et sépare la baie d'Olioutorski (au nord) du golfe Karaguinski et de la baie de Korf (au sud).

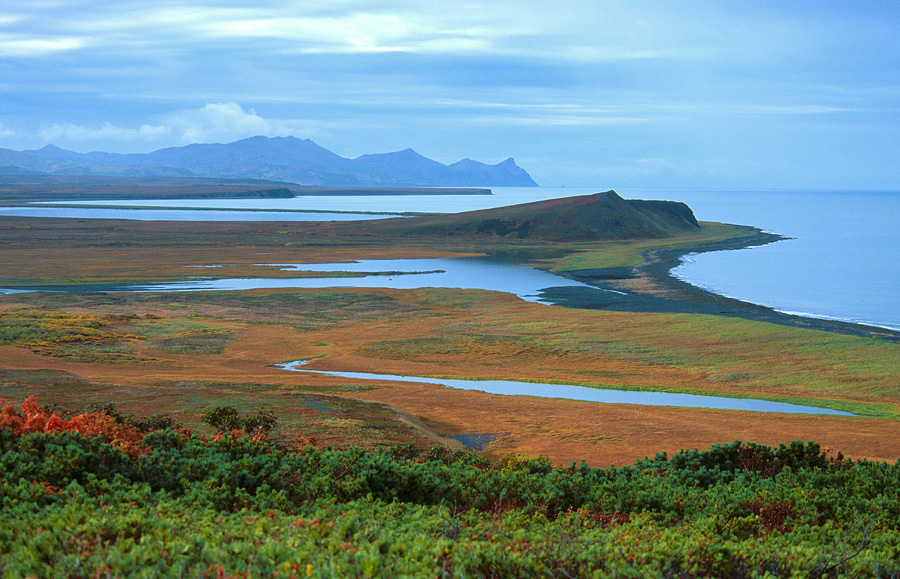
Paysage de la réserve naturelle Koriak sur la péninsule Govena.

Le relief de la péninsule est montagneux. Le point culminant est le Severnaïa (1 240 m). Les autres sommets notables sont l'Auamyltap (1 116 m), l'Inagytykan (987 m) et le Kakutykako (768 m).